# La Danseuse microscopique
La Danseuse microscopique va ser un curtmetratge mut de 1902 dirigit per Georges Méliès. Va ser estrenat per la Star Film Company de Méliès. Dura menys de tres minuts.

## Argument
El mag deixa aparèixer el seu assistent i, a poc a poc, treu sis ous de la seva boca. Els aixafa en un plat i els llença al barret. Aleshores en treu un ou gran, que col·loca sobre la taula i l'engrandeix encara més. A continuació, utilitza un encanteri per treure'n una nena petita de la mida d'una nina, que comença a ballar sobre la taula. L'engrandeix a la mida humana i l'asseu en un tamboret. Mentre l'assistent s'enfila a la caixa de fusta, el mag cobreix el ballarí amb una manta i gira les dues. Tots tres s'agafen de la mà i s'inclinen davant el públic imaginari. Finalment, l'assistent comença a cortejar la dona, la qual cosa molesta tant el mag que aquest l'allunya d'ella d'una patada i se'n va amb ella.